# Cmentarz parafialny w Sarnakach
Cmentarz parafialny w Sarnakach – rzymskokatolicki cmentarz parafialny w Sarnakach.
Parafialny cmentarz został założony w XIX w. Przetrwało na nim kilkanaście nagrobków z tego samego stulecia oraz znaczna liczba pomników z I połowy wieku XX.. Ponadto na cmentarzu znajduje się zbiorowy grób kilkunastu polskich żołnierzy, którzy zginęli w 1918 podczas rozbrajania wojsk niemieckich w okolicach Janowa Podlaskiego.

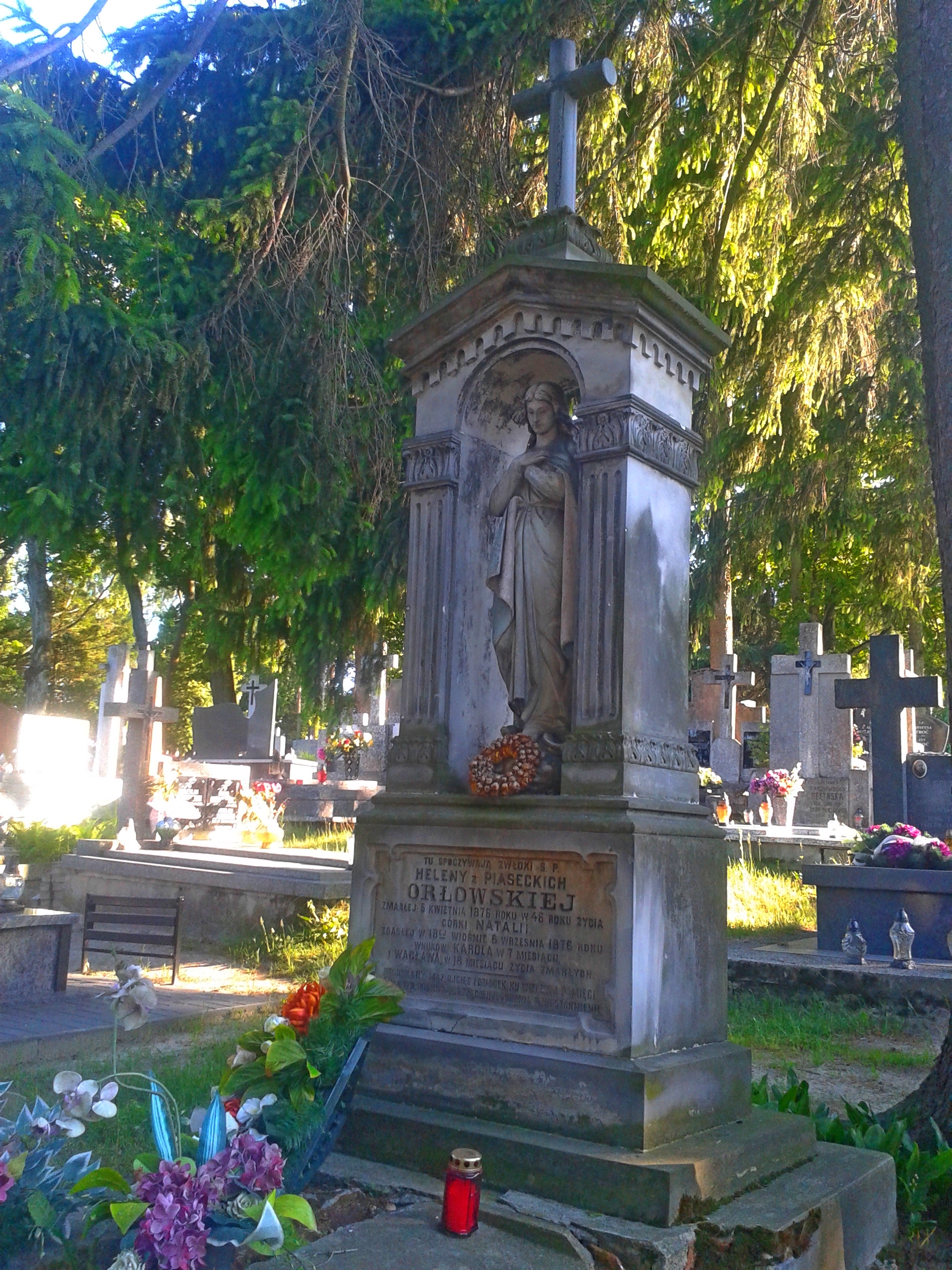
Pomnik nagrobny Heleny Orłowskiej (zm. 1876)
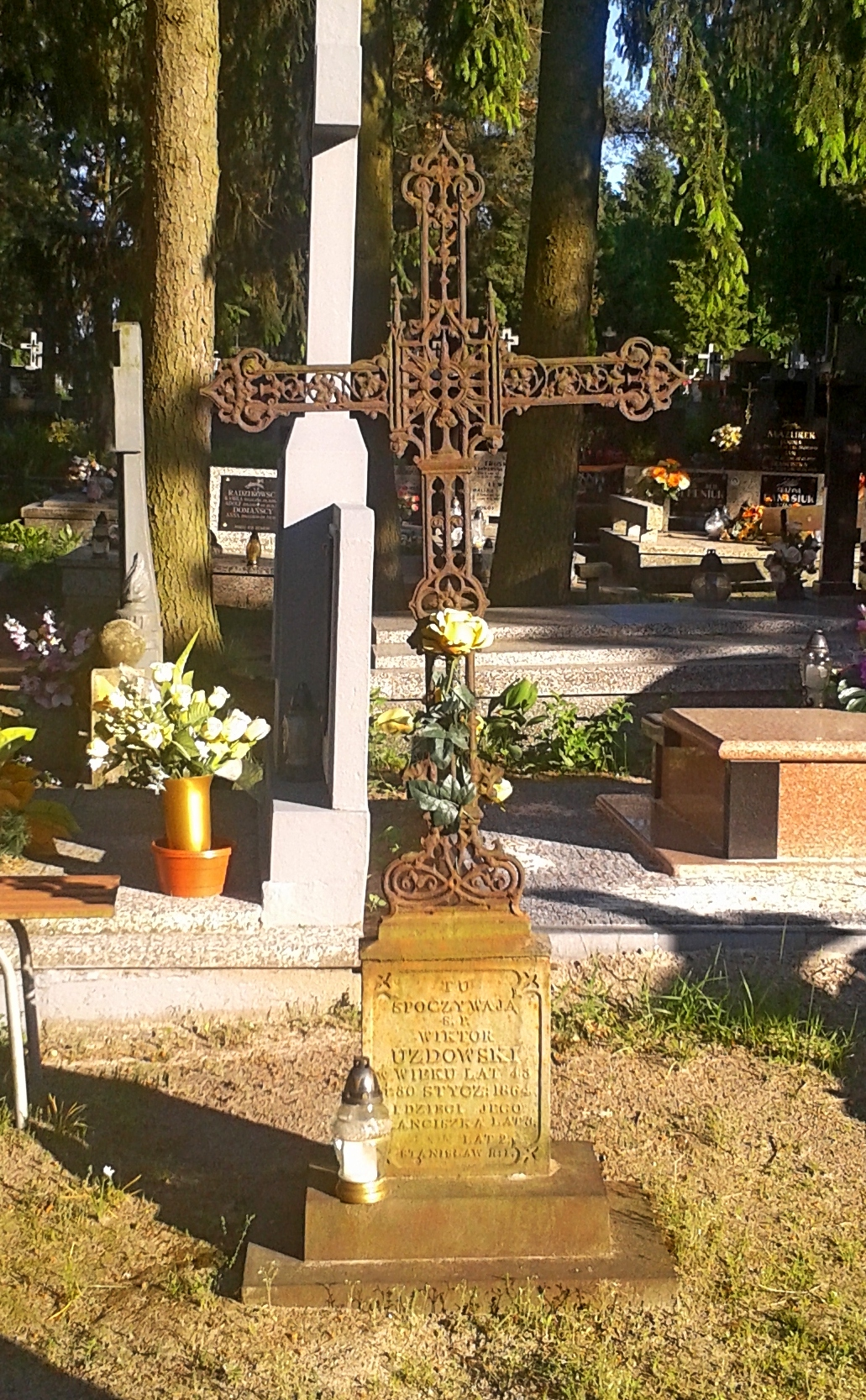
Krzyż na grobie Wiktora Uzdowskiego (zm. 1864)
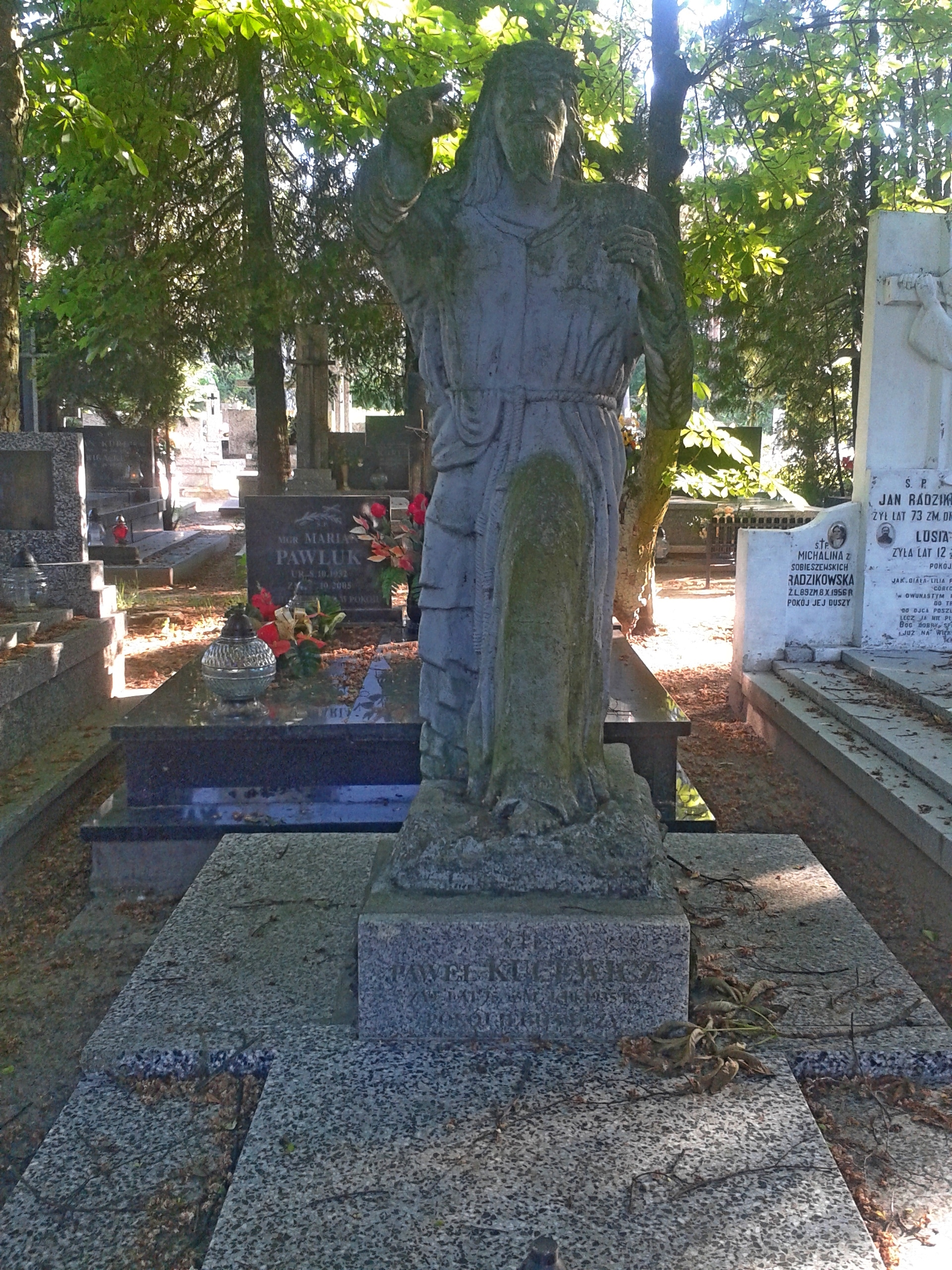
Figura Chrystusa na nagrobku z 1935
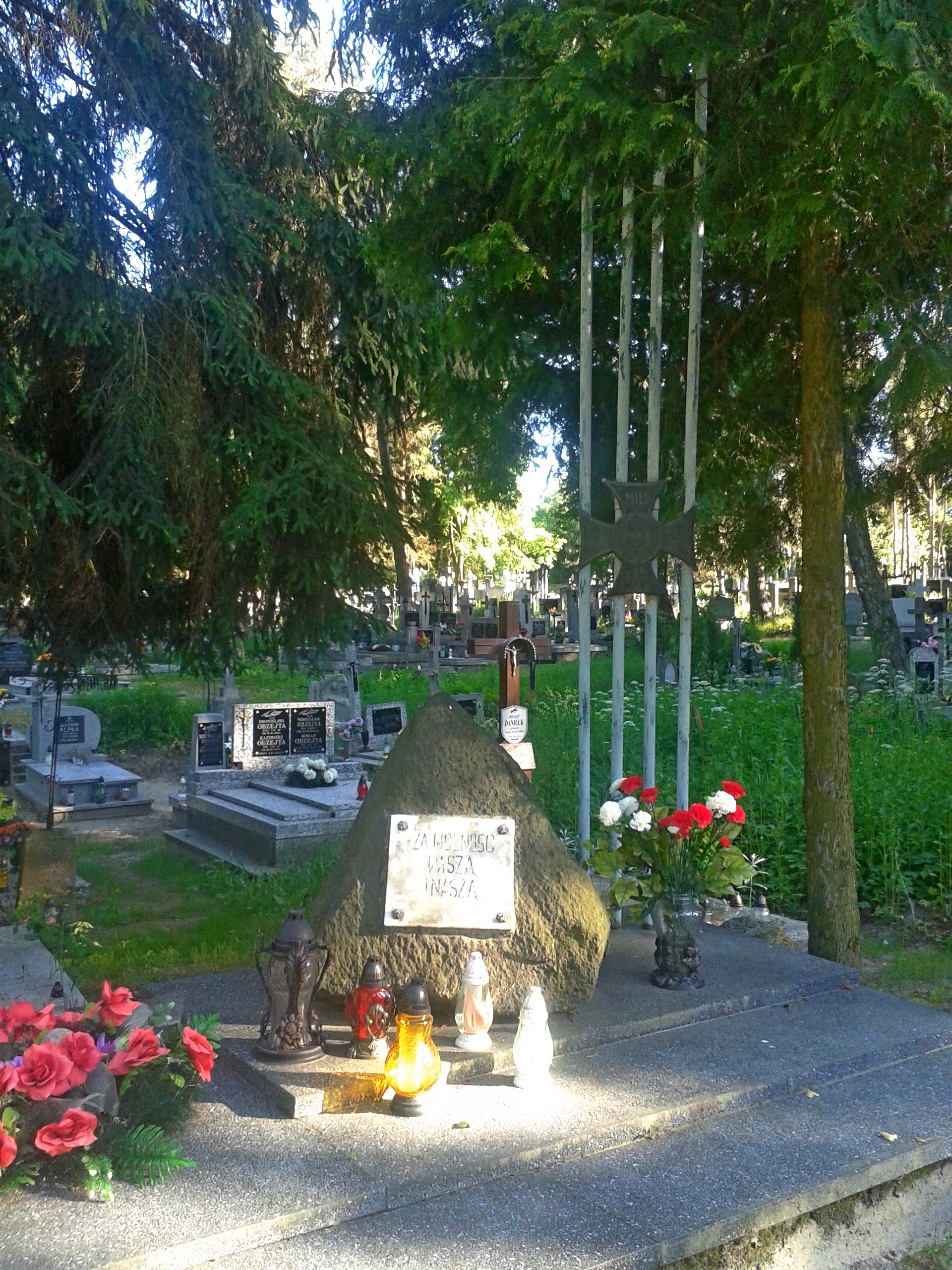
Zbiorowa mogiła polskich żołnierzy